# Reusel (beek)

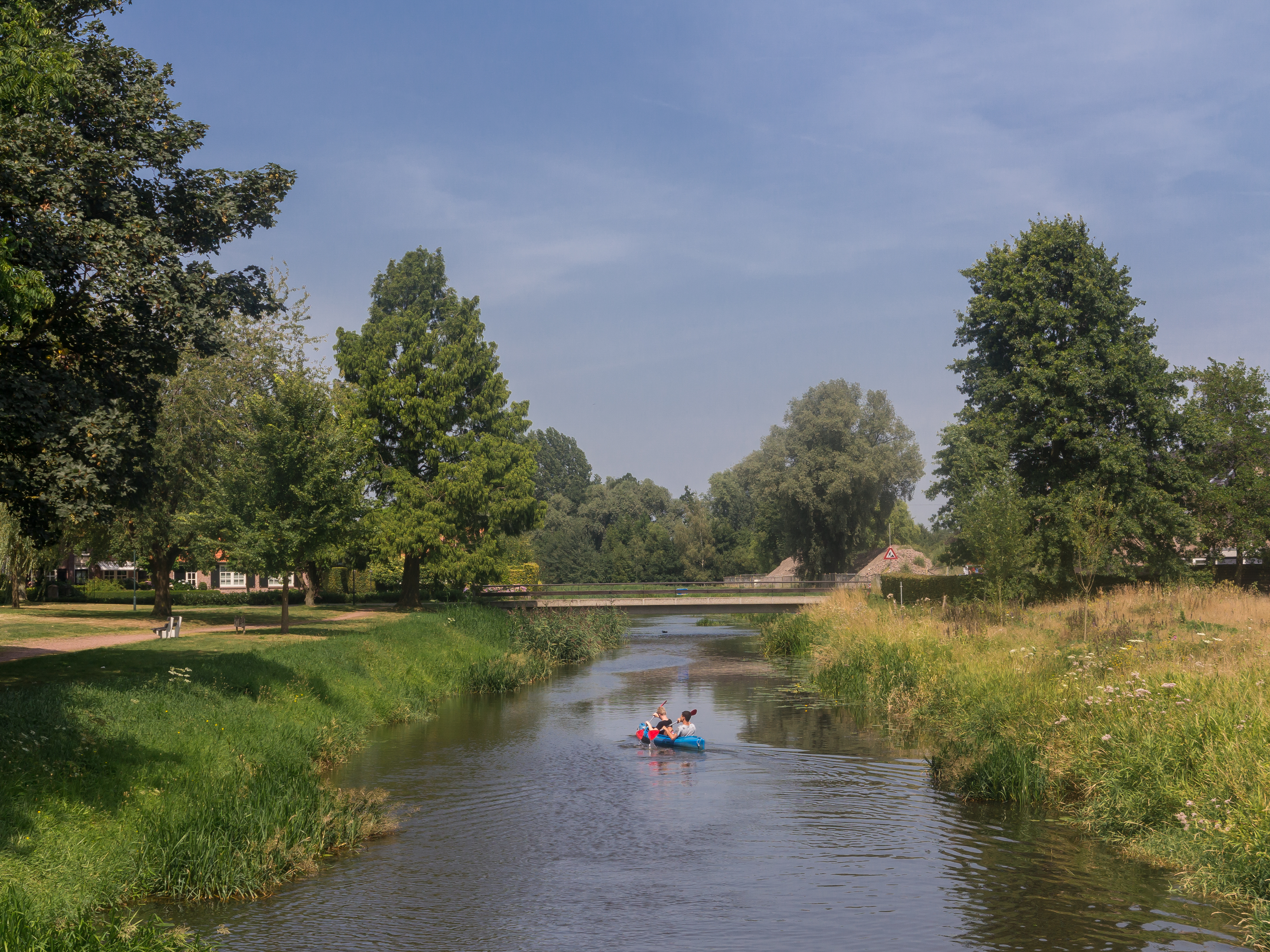
De Reusel bij Moergestel

De Reusel is een beek in Noord-Brabant.

## Stroomgebied
Zij ontspringt ten zuidwesten van het dorp Reusel, op het hoger gelegen Massief van Brabant, en stroomt door het Landgoed de Utrecht en vervolgens langs Baarschot en Diessen onder het Wilhelminakanaal door naar Moergestel, waarna zij net ten zuiden van Oisterwijk overgaat in de Achterste Stroom. Beken die in de Reusel uitmonden zijn de Belevensche Loop, Hoevensche Loopje, Rouwenbochtloop, Raamsloop (soms Raamloop, in de Utrecht) en het Spruitenstroompje (ten zuiden van Moergestel).

## Natuur
De Reusel heeft de functie van waternatuur en viswater. Aangezien de beek tegenwoordig weinig meer is dan een rechtgetrokken afvoerkanaal, wordt niet altijd aan deze functies voldaan. Desondanks behoort de Reusel van de Langvoortse brug tussen Lage Mierde en Hulsel tot aan het Wilhelminakanaal tot het Natura 2000 gebied Kempenland-West, wegens het voorkomen van de beschermde drijvende waterweegbree en de eveneens beschermde kleine modderkruiper.
Het dal van de Reusel op Landgoed de Utrecht is door de provincie Noord-Brabant als aardkundig monument aangewezen.

## Geschiedenis
Reusel wordt in het testament van St. Willibrord uit het jaar 726 aangeduid als Digena of Disena. Er is een theorie die stelt dat de huidige Reusel (evenals de Esschestroom) ooit beschouwd werd als de bovenloop van de Dieze. De namen Diessen en Dieze zouden dan dezelfde historische wortels hebben.
Vroeger stroomde de Reusel kronkelend door een brede, natuurlijke bedding. Langs de oevers hier een daar een bosje, wat weilanden (beemden), houtwallen en de plaatselijke dorpskernen op een steenworp afstand. Langs de beek stonden drie watermolens, namelijk ten zuiden van Baarschot, tussen Baarschot en Diessen en aan het Stokeind te Moergestel. Tijdens de ruilverkaveling in de jaren zestig is de beek rechtgetrokken en sindsdien is het een recht en breed afvoerkanaal, met nauwelijks stroming. Hierdoor ontstaat wateroverlast in de winter en verdroging in de zomer. Ook is er geen ruimte voor waterberging en natuurlijke processen.

## Toekomst
Om de situatie van de Reusel te verbeteren is men gestart met het project 'Beekherstel Reuseldal'. Met dit project moet de Reusel weer de ruimte krijgen en wordt het beekdal weer herkenbaar gemaakt in het landschap. Dit resulteert in meer ruimte voor het water en voor de natuur. Er zal plaats zijn om overtollig water tijdelijk op te vangen, er komen poelen voor amfibieën en bosjes en houtwallen waardoor dieren zich ook makkelijker kunnen verplaatsen. Bovendien is er door het aanleggen van meerdere wandelpaden ook meer mogelijkheden voor recreatie in de omgeving. 